# Лидо Марини (Лече)
Лидо Марини (итал. Lido Marini) је насеље у Италији у округу Лече, региону Апулија.
Према процени из 2011. у насељу је живело 23 становника. Насеље се налази на надморској висини од 1 м.